# Ulrik Birch
Ulrik Johan Carl Birch, (født 25. oktober 1883 i København, død 10. oktober 1913), var en dansk flyvepioner og bogtrykker. 
Birch begyndte 1910 sin flyveruddannelse på Christianshavns flyveskole hos Robert Svendsen, men drog i begyndelsen af 1911 sammen med flyveren Niels Leth Jensen til Paris, hvor han på flyveskolen i Issy-les-Moulineaux fløj solo. Han blev derefter optaget som elev på Farmans aerodrom ved Étampes, hvor han fik sin flyveruddannelse af Maurice Chevillard. I maj 1911 styrtede han ned ved en prøveflyvning og brækkede det ene lår og fik derfor først flyvercertifikatet 1912. 
Tilbage i Danmark, havde han "akrobatflyvninger" i København og flyvninger med passager fra Tivoli. 1913 fik han med sit Maurice Farman-biplan Ørnen ansættelse i det nyoprettede Marinens Flyvevæsen som pilotinstruktør. Samme efterår styrtede han under en landing på Kløvermarken og kom så alvorligt til skade, at han godt en uge senere døde af sine skader. Passageren premierløjtnant Just Andreas Thiele, som var elev på Flyveskolen, slap uskadt. Dette var den første flyveulykke i Danmark med dødelig udgang. Han trænede Prins Axel op til flyvercertificat, og formentlig derfor blev han på dødslejet udnævnt som Ridder af Dannebrog. 
Det aeronautiske selskab rejste i 1916 en mindesten for Ulrik Birch i Fælledparken. Også i Enveloppeparken findes en mindesten i granit, som blev lavet af Georg Ulmer. På Amager lagde han i 1917 navn til en lille villavej, Ulrik Birchs Allé, hvor Zonens Flyvetjeneste havde sit domicil i årene 1942-1962.
Birch var gift med Dagmar Elise Løvenskiold Berg (1887-1968); deres bryllupsrejse foretog de med fly Danmark rundt, hvilket vakte stor opsigt i medierne. 